# Canotaj la Jocurile Olimpice de vară din 1996

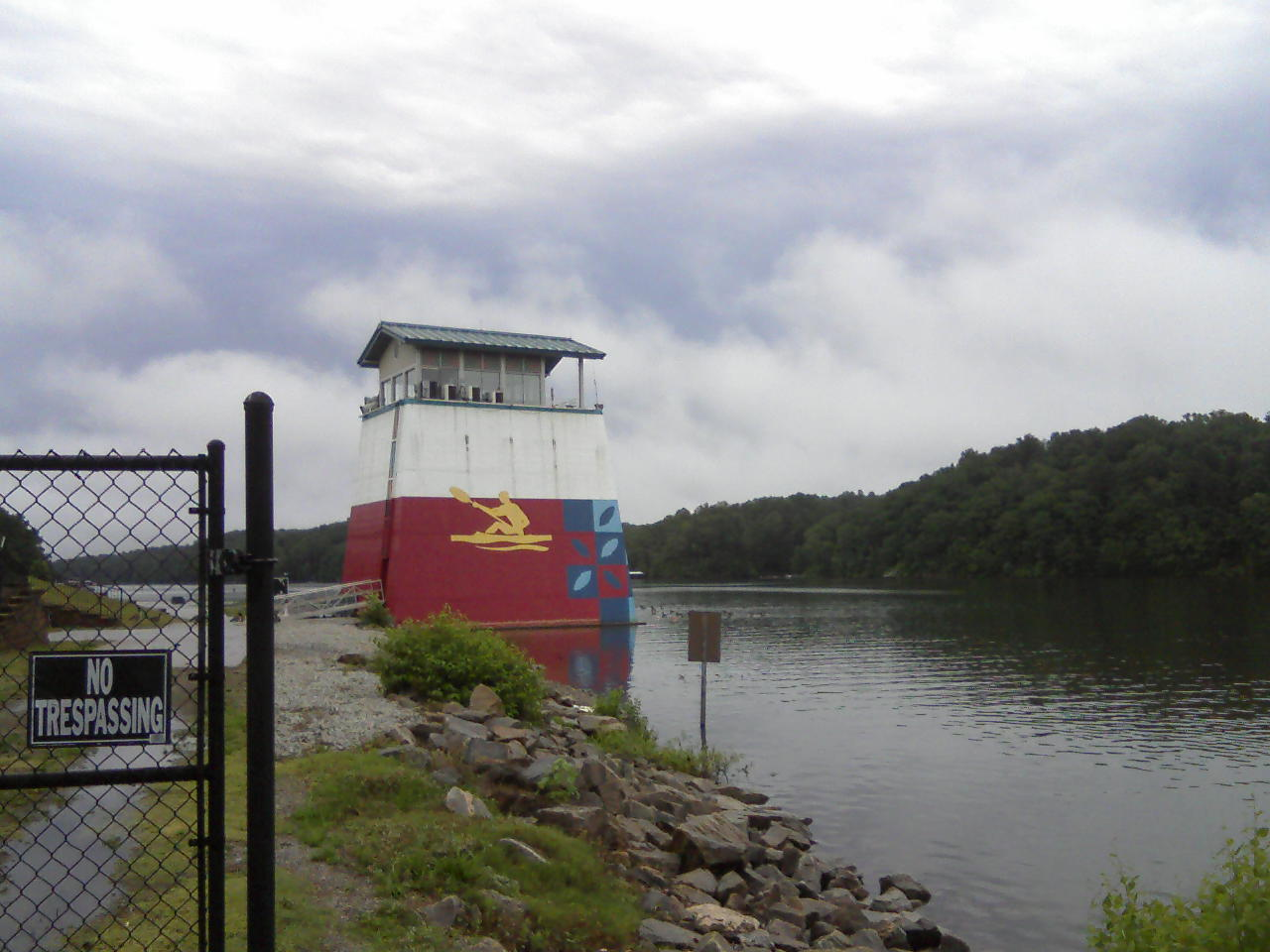
Lake Lanier

Probele sportive de canotaj la Jocurile Olimpice de vară din 1996 s-au desfășurat în perioada 21–28 iulie 1996 la Lake Lanier.

## Rezultate

### Masculin
| Probă                                | Aur | Argint | Bronz |
| Simplu vâsle detalii                 | Xeno Müller · Elveția (SUI) | Derek Porter · Canada (CAN) | Thomas Lange · Germania (GER) |
| Dublu vâsle detalii                  | Agostino Abbagnale Davide Tizzano (ITA) | Steffen Størseth Kjetil Undset (NOR) | Frédéric Kowal Samuel Barathay (FRA) |
| Patru vâsle detalii                  | Germania (GER) · Andreas Hajek · Stephan Volkert · André Steiner · André Willms                                                                                                | Statele Unite ale Americii (USA) · Tim Young · Eric Mueller · Brian Jamieson · Jason Gailes                                                                                      | Australia (AUS) · Janusz Hooker · Bo Hanson · Duncan Free · Ronald Snook |
| Dublu rame detalii                   | Matthew Pinsent Steve Redgrave (GBR) | David Weightman Rob Scott (AUS) | Michel Andrieux J.-C. Rolland (FRA) |
| Patru rame fără cârmaci detalii      | Australia (AUS) · Nicholas Green · Drew Ginn · James Tomkins · Mike McKay | Franța (FRA) · Bertrand Vecten · Olivier Moncelet · Daniel Fauché · Gilles Bosquet                                                                                               | Marea Britanie (GBR) · Gregory Searle · Jonathan William Searle · Rupert John Obholzer · Tim Foster |
| Opt rame cu cârmaci detalii          | Olanda (NED) · Koos Maasdijk · Ronald Florijn · Jeroen Duyster (c) · Michiel Bartman · Henk-Jan Zwolle · Niels van der Zwan · Niels van Steenis · Diederik Simon · Nico Rienks | Germania (GER) · Mark Kleinschmidt · Detlef Kirchhoff · Wolfram Huhn · Roland Baar · Marc Weber · Ulrich Viefers · Peter Thiede (c) · Thorsten Streppelhoff · Frank Jörg Richter | Rusia (RUS) · Pavel Melnikov · Andre Gluhov · Anton Cermașențev · Aleksandr Lukianov (c) · Nikolai Aksionov · Dmitri Rozinkevici · Serghei Matveev · Roman Moncenko · Vladimir Volodenkov · Vladimir Sokolov |
| Dublu vâsle categoria ușoară detalii | Michael Gier Markus Gier (SUI) | Maarten van der Linden Pepijn Aardewijn (NED) | Bruce Hick Anthony Edwards (AUS) |
| Patru vâsle categoria ușoară detalii | Danemarca (DEN) · Victor Feddersen · Niels Henriksen · Thomas Poulsen · Eskild Ebbesen                                                                                         | Canada (CAN) · Brian Peaker · Jeffrey Lay · Dave Boyes · Gavin Hassett | Statele Unite ale Americii (USA) · Marc Schneider · Jeff Pfaendtner · David Collins · William Carlucci |

### Feminin
| Probă                                | Aur | Argint | Bronz |
| Simplu vâsle detalii                 | Ekaterina Karsten · Belarus (BLR) | Silken Laumann · Canada (CAN) | Trine Hansen · Danemarca (DEN) |
| Dublu vâsle detalii                  | Kathleen Heddle Marnie McBean (CAN) | Zhang Xiuyun Cao Mianying (CHN) | Irene Eijs Eeke van Nes (NED) |
| Patru vâsle detalii                  | Germania (GER) · Katrin Rutschow-Stomporowski · Jana Sorgers · Kerstin Köppen · Kathrin Boron                                                                       | Ucraina (UKR) · Svitlana Maziy · Dina Miftakhutdynova · Inna Frolova · Olena Ronzhyna                                                                             | Canada (CAN) · Laryssa Biesenthal · Diane O'Grady · Kathleen Heddle · Marnie McBean |
| Dublu rame detalii                   | Megan Still Kate Slatter (AUS) | Karen Kraft Melissa Schwen (USA) | Christine Gossé Hélène Cortin (FRA) |
| Opt rame cu cârmaci detalii          | România (ROM) · Liliana Gafencu · Veronica Cochela · Elena Georgescu · Anca Tănase · Doina Spircu · Marioara Popescu · Ioana Olteanu · Elisabeta Lipă · Doina Ignat | Canada (CAN) · Anna van der Kamp · Tosha Tsang · Lesley Thompson · Emma Robinson · Jessica Monroe · Heather McDermid · Maria Maunder · Theresa Luke · Alison Korn | Belarus (BLR) · Elena Mikulici · Marina Znak · Natalia Volcek · Natalia Stasiuk · Tamara Davîdenko · Valentina Skrabatun · Natalia Lavrinenko · Iaroslava Pavlovici · Aleksandra Pankina |
| Dublu vâsle categoria ușoară detalii | Constanța Burcică Camelia Macoviciuc (ROU) | Teresa Bell Lindsay Burns (USA) | Virginia Lee Rebecca Joyce (AUS) |

## Clasament pe medalii
| Loc   | Țară                       | Aur | Argint | Bronz | Total |
| ----- | -------------------------- | --- | ------ | ----- | ----- |
| 1     | Australia                  | 2   | 1      | 3     | 6     |
| 2     | Germania                   | 2   | 1      | 1     | 4     |
| 3     | România                    | 2   | –      | –     | 2     |
| 3     | Elveția                    | 2   | –      | –     | 2     |
| 5     | Canada                     | 1   | 4      | 1     | 6     |
| 6     | Olanda                     | 1   | 1      | 1     | 3     |
| 7     | Danemarca                  | 1   | –      | 1     | 2     |
| 7     | Marea Britanie             | 1   | –      | 1     | 2     |
| 7     | Belarus                    | 1   | –      | 1     | 2     |
| 10    | Italia                     | 1   | –      | –     | 1     |
| 11    | Statele Unite ale Americii | –   | 3      | 1     | 4     |
| 12    | Franța                     | –   | 1      | 3     | 4     |
| 13    | China                      | –   | 1      | –     | 1     |
| 13    | Norvegia                   | –   | 1      | –     | 1     |
| 13    | Ucraina                    | –   | 1      | –     | 1     |
| 16    | Rusia                      | –   | –      | 1     | 1     |
| Total | Total                      | 14  | 14     | 14    | 42    |